# Cauterització
Cauterització és un terme clínic usat per descriure la cremada del cos usada per extreure o tractar una part d'ell. Les principals formes de cauterització usades avui dia són: electrocauterització i cauterització química. La cauterització pot també ser usada per marcar un humà, ja sigui de manera recreacional o forçada. Les cremades quirúrgiques accidentals també són considerades com a cauteritzacions, en aquest cas iatrogèniques.

## Cauterització en el passat

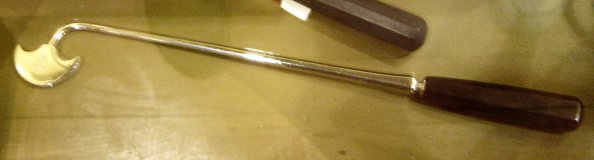
Cauteritzadors calents eren aplicats a teixits o artèries per aturar el sagnat.

El verb cauteritzar es deriva del mot cauteri, el qual al seu torn prové del llatí cauterium"cremar o marcar amb ferro" i aquesta al seu torn del grec kauteriazein; de kauter "cremar o marcar amb ferro", de kaiein "cremar". La cauterització era usada per detenir hemorràgies, especialment durant alguna amputació.
Aulus Corneli Cels, a l'obra De Medicina recomanava fer servir el cauteri en les ferides pustuloses, les hemorroides i el tracoma. Hi ha diversos paràgrafs sobre la cauterització vascular tèrmica i química al tractat aiurvèdic Suśruta Saṃhitā, redactat pel llegendari metge hindú Sushruta (ca. 500 aC.). A la crònica Jami at-Tawàrikh, escrita pel metge i visir persa Raixid-ad-Din, es troben explicacions detallades sobre els usos i mètodes de la cauterització que practicaven els mongols khitans de l'Il-kanat. Ja en el segle xiv, Lisaneddin Mohàmmed-Ben-Abdal·là (polígraf de l'Espanya musulmana), descriu el procediment en el seu tractat: "Qüestions mèdiques, de la producció de la triaca, llibre de veterinària, de la sagnia i del cauteri", obra de la qual se'n conserva encara un exemplar a la Biblioteca Nacional de París.
El procediment era simple: una peça de metall era escalfada sobre el foc i aplicada a la ferida. Això provocaria que els teixits amb vasos sanguinis elevessin la seva temperatura de manera extrema ocasionant la coagulació de la sang i així controlar el sagnat, a costa d'un dany extens en el teixit. Temps després, instruments quirúrgics especials van ser usats per a cauteritzar artèries o lesions traumàtiques. Abulcasis, qui considerava el cauteri un últim recurs terapèutic, i després Ambroise Paré van introduir la tècnica de lligadura d'artèries en lloc de la cauterització. Paré considerava inapropiat i cruel el mètode de cauteritzar les ferides per arma de foc amb oli bullent, promogut en aquella època per Giovanni da Vigo. Durant el regnat d'Elisabet I d'Anglaterra, el cirurgià naval William Clowes preconitzava evitar la cauterització i tractar les ferides desbridar-les i extraient els cossos estranys. Martín Martínez (1684-1734), metge de cambra de Felip V i president de la Règia Societat de Medicina de Sevilla, emprava un petit cauteri per operar les fístules lacrimals. A la campanya de Waterloo (1815) es van fer més de dues mil amputacions i el cauteri fou aplicat molt poques vegades, majoritàriament pels cirurgians de les tropes franceses en casos de ferides penetrants, Quan va començar la Guerra Civil Estatunidenca la cauterització era encara un dels mètodes per controlar les hemorràgies, però a mesura que els metges militars adquirien més experiència quirúrgica, la lligadura vascular es convertí en el principal procediment hemostàtic de les ferides del camp de batalla. El metge parisenc Joseph Rivere fou qui emprà l'electricitat per primera vegada en cirurgia l'any 1900, per tractar la mà d'un pacient amb una úlcera carcinomatosa. Durant la dècada de 1920, Harvey Cushing va introduir l'ús de l'electrocauteri en la neurocirurgia.

## Electrocauterització
L'electrocauterització és el procés de destruir teixit amb electricitat i és àmpliament usat en els diferents camps de la cirurgia contemporània. El mètode serveix per fer incisions estèrils, aturar l'hemorràgia de petits vasos sanguinis (els vasos de major grandària són lligats preferentment) o per tallar a través de teixit suau; per exemple el greix abdominal en una laparotomia i el teixit mamari en una mastectomia. El fum produït pels electrocauteris dins del quiròfan pot ser perillós i cal adoptar les mesures adequades per evitar la seva inhalació.

## Generador electroquirúrgic
Les fonts d'energia per a un sistema electroquirúrgic requereixen que el voltatge, la impedància i la freqüència d'ona es corresponguin amb els tipus de tall i coagulació requerits.

### Freqüència
Per prevenir el risc de xoc elèctric, s'utilitza corrent altern d'alta freqüència. La freqüència dels endolls domèstics és de 50 a 60 Hertzs depenent del país en què ens trobem, i a causa del seu alt amperatge causa greus danys en teixits i provoca una estimulació dels nervis més dolorosa. No obstant això l'estimulació en els nervis i músculs cessa als 100,000 Hertz, a causa que les variacions són massa ràpides perquè les cèl·lules puguin ser estimulades. El corrent aplicat en aquesta pràctica és d'alta freqüència, superior a 100 KHz.

### Tall contra coagulació
En la pràctica quirúrgica es pot fer servir l'electrocauterització amb diferents propòsits modificant el voltatge o el corrent; així com el patró de polsos elèctrics. Quan s'usa un baix voltatge de corrent altern, la calor generada és tan intensa que el teixit es vaporitza a la punta de la sonda. L'efecte és anomenat tall. Quan s'incrementa a mode de coagulació el voltatge en forma de polsos en molts instruments d'electrocirurgia, la calor produïda és menys intensa i la taxa és més baixa, el dany al teixit és més extens (a pocs mil·límetres de la sonda) i la sang es coagula. Això també és emprat per l'ablació momentània induïda nodal atrioventricular, en casos d'arrítmies supraventriculars reiterades i resistents als fàrmacs.

### Monopolar contra bipolar
Habitualment s'utilitzen dos tipus d'electrocauterització, la monopolar i la bipolar (també conegudes com a monotérmica i diatèrmica). Tots dos procediments involucren l'ús de corrents alterns d'alta freqüència i un parell d'elèctrodes, un anomenat actiu i l'altre de retorn. La diferència rau en la col·locació de tots dos.
- Monopolar: El corrent viatja de la sonda (actiu) on la cauterització ocorre i el cos del pacient actua com a "terra". Un coixinet de "terra" (retorn) és col·locada en el cos de la persona, usualment a la cuixa i condueix el flux elèctric cap a la màquina.[32] L'aplicació acurada de l'elèctrode de retorn és imprescindible per evitar cremades extenses que poden produir-se si el posicionament és inadequat o els paràmetres elèctrics són incorrectes.[33]

- Bipolar: La sonda (actiu) i el "retorn" tots dos són col·locats en el lloc de la cauterització, usualment la sonda té l'aspecte d'un fòrceps en el qual cada extrem és un elèctrode, i cauteritza únicament els teixits entre els elèctrodes.

### Sondes
S'utilitzen diversos tipus de sondes i per a diversos propòsits; una de les més comunes té l'aspecte d'una ploma però amb una terminació en forma d'espàtula o escalpel esvelt d'uns 5 x 30 mm. Aquest pot servir com a coagulador i com a bisturí elèctric. La sonda bipolar típica s'assembla a un parell de pinces que agafen i cauteritzen una petita secció de teixit. S'utilitzen variants d'aquestes sondes en cirurgia oberta i en la cirurgia moderna mínimament invasiva. El cirurgià opera la sonda pressionant un botó col·locat en el cos d'aquesta o accionant un pedal amb el peu.

## Cremades amb corrent altern d'alta freqüència
Quan s'usa un electrocauterizador monopolar és important que el coixinet de connexió a la presa de terra sigui l'únic camí per on el corrent passi a través del cos. El corrent elèctric sempre segueix la ruta de menor resistència, i si aquesta troba via en alguna peça connectada a terra que toqui el cos del pacient per casualitat, és possible que això resulti en una cremada en aquesta zona o a la punta de la sonda cauteritzadora. S'ha de tenir en compte que el pacient estigui completament aïllat del terra i que la presa de terra s'ajusti al pacient. A vegades, els defectes en l'aïllament de l'instrument monopolar i l'acoblament capacitiu poden causar un traumatisme tissular de manera aleatòria.

## Cauterització química
Moltes reaccions químiques poden destruir teixit i algunes són usades de manera rutinària en medicina, comunament per remoure petites lesions a la pell o teixit mort en l'hemostàsia. Alguns agents cauteritzants són:
- Nitrat d'argent: Ingredient actiu del "càustic lunar",[38] una barra que tradicionalment té la forma d'un llumí. Es emprat com a teràpia tòpica en alguns casos d'estomatitis aftosa[39] o per cauteritzar determinades hemorràgies.[40]
- Àcid tricloroacètic (un àcid haloacètic).[41] Dona bons resultats en el tractament de l'onicocriptosi.[42]
- Solució de Carnoy. Té diverses aplicacions en Odontoestomatologia,[43] com ara el tractament dels queratoquists odontogènics[44] o de certs tipus d'ameloblastoma (un tumor benigne de la cavitat oral).[45]
- Cantaridina. Un extracte d'un escarabat de la família Meloidae, la cantàrida, que ocasiona necrosi i ampolles. S'usa en el tractament tòpic de les berrugues.[46]
- Fenol.[47] De vegades, pot ser útil emprar una combinació de fenol i acid tricloroacètic en una xeringa de plàstic d'un sol ús amb la punta de l'agulla envoltada de cotó absorbent per a usos sanitaris.[48]

## Cauterització nasal
Si una persona presenta sagnat nasal (epistaxi) freqüentment, és possible que tingui vasos sanguinis exposats en el seu nas. Fins i tot si el nas no presenta un sagnat actiu, hi ha vegades en les quals està indicada la cauterització per prevenir una hemorràgia futura, com ara quan l'individu pateix una telangièctasi hemorràgica hereditària. Els diferents mètodes de cauterització inclouen cremar l'àrea afectada amb àcid, metall calent, làser, o nitrat d'argent. En casos d'epistaxis anteriors persistents, l'otorrinolaringòleg pot controlar la gran majoria de les hemorràgies satisfactòriament (entre el 78 i el 88 per cent d'elles) amb cauterització química o elèctrica. Les persones freqüentment troben dolorosos aquests procediments. Algunes vegades s'empra el propranolol o la crioteràpia com alternatives menys doloroses, tot i que la seva eficàcia pot ser dissemblant, en especial quan l'hemorràgia necessita una assistència mèdica urgent. Cal extremar les precaucions en cas d'usar un electrocauteri bipolar pel risc de perforació del septe nasal.